# Ceratozamia mixeorum
Ceratozamia mixeorum là một loài thực vật hạt trần trong họ Zamiaceae. Loài này được Chemnick, D.P.Greg. & S.Salas-Morales mô tả khoa học đầu tiên năm 1997.